# Tabanus restrepoensis
Tabanus restrepoensis är en tvåvingeart som beskrevs av David Fairchild 1942. Tabanus restrepoensis ingår i släktet Tabanus och familjen bromsar. Inga underarter finns listade i Catalogue of Life.